# Mielec
Mielec é um município da Polônia, na voivodia da Subcarpácia e no condado de Mielec. Estende-se por uma área de 46,89 km², com 60 366 habitantes, segundo os censos de 2019, com uma densidade de 1287,3 hab/km².

## História
As primeiras referências a Mielec apareceram nos séculos XIII e XIV na bula do papa Gregório IX no ano de 1229. Na segunda metade do século XIV já existia a paróquia de Mielec (encontra-se nos índices de Óbolo de São Pedro). A cidade de Mielec foi fundada no dia 17 de Março de 1457, quando o rei Casimiro IV da Polónia deu permissão para a fundação da cidade de Nowy Targ. Por razões desconhecidas, Jan Mielecki, que recebeu a permissão do rei, acabou por não fundar a cidade. Mais tarde, os seus dois filhos, Jan e Bernardyn, fundaram a cidade a 18 de dezembro de 1470. Em 1522 foi fundada a mais velha guilda - guilda dos ferreiros e, logo a seguir, apareceram as guildas de: alfaiates, ceramistas, tecelagem. Os proprietários da cidade foram primeiro a família Ossolińscy e, depois, a família Morsztyni.
Contudo, em 1772, ocorreu a Primeira Partição da Polónia, a qual foi trágica para o país. Mielec ficou sob jugo austríaco. Em Setembro de 1939, os exércitos alemães entraram na cidade e apoderaram-se da indústria aeronáutica. As Fábricas Estatais Aeronáuticas Polacas (PZL) em Mielec foram obrigadas a produzir peças para os bombardeiros alemães.

## Economia
Mielec é uma das mais importantes zonas industriais no mapa da Voivodia da Subcarpácia. A cidade está sobretudo relacionada com a indústria aeronáutica. Aqui encontram-se as Fábricas Aeronáuticas Polacas "Polskie Zakłady Lotnicze Mielec", o maior fabricante aeronáutico da Polónia. Esta e mais algumas empresas de Mielec fazem parte do chamado "Vale da Aviação".
Actualmente, em Mielec produzem-se aviões e helicópteros: PZL M28Skytruck, M28B Bryza e o helicóptero americano médio bimotor de transporte utilitário e assalto Sikorsky UH-60 Black Hawk, designado pelo fabricante como S-70. A Zona Económica Especial EURO-PARK Mielec tem sede em Mielec, a qual, em grande parte, contribui para a diversificação da indústria da cidade e estabilização da situação económica. No interior da Zona encontram-se muitas empresas privadas, principalmente da indústria ligeira. Neste momento encontra-se em construção o Parque Industrial de Mielec.

## Monumentos
- Palácio dos Oborski[8], do século XVII (embora tenha sofrido ao longo da história alterações, sendo a fachada actual de 1905),actualmente a sede do Museu Regional.
- Solar da Família Gardulski do século XVIII
- Basílica Menor de São Mateus Apóstolo e Evangelista[9] de 1526, com o interior no estilo barroco tardio.
- Casa do fotógrafo August Jaderny, do início do século XX, conhecida como Jadernówka[10], aproveitada actualmente como espaço museológico dedicado à fotografia.

## Desporto
Um dos clubes históricos do futebol polaco é o Stal Mielec, que teve os seus anos de glória na década de 70 do século XX, e por onde passou Grzegorz Lato.

## Cidades-gêmeas
- Vila Nova de Poiares[11]
- Douchy-les-Mines
- Löhne
- Morlaix
- Mukaczewo
- Saint-Martin-des-Champs
- Saint-Thégonnec
- Tiszaföldvár